# Aleris
Aleris International, Inc. war ein US-amerikanisches, weltweit tätiges Unternehmen der Aluminiumproduktion. Es konzentrierte sich auf die Herstellung von Aluminium in gewalzter Form sowie auf die Produktion von Aluminiumlegierungen.

## Geschichte
Das Unternehmen entstand 2004 durch die Fusion von Commonwealth Industries, Inc. und IMCO Recycling Inc. In den folgenden Jahren wurde Aleris weiter strategisch vergrößert und übernahm 2006 die Aluminiumsparte der britischen Corus Group. Für einen Kaufpreis von 570 Millionen Pfund wurden die Werke zur Herstellung von Walzprodukten und gepressten Produkten übernommen.
Im Dezember 2006 erwarb die amerikanische Texas Pacific Group Aleris für rund 1,7 Milliarden US-Dollar samt einer Vorauszahlung für die Tilgung von Schulden in Höhe von 1,6 Milliarden US-Dollar. Aleris: 2007 wurde das Zinkgeschäft von Aleris veräußert, um die Tätigkeit des Unternehmens auf die Produktion von Aluminium zu fokussieren.
Am 12. Februar 2009 meldete Aleris Insolvenz gemäß Chapter 11 des US-Insolvenzrechts an mit dem Ziel, das hochverschuldete Unternehmen zu restrukturieren und privat weiterzuführen. Mitte 2010 konnte das Insolvenzverfahren erfolgreich beendet werden.
2015 wurde der Geschäftsbereich Aluminium-Strangpressen an die japanische Sankyo Tateyama verkauft.
Im August 2016 kündigte die chinesische Firma Zhongwang an, Aleris zu übernehmen.
Ende 2017 wurden diese Pläne jedoch fallen gelassen.
2018 gab Novelis bekannt, Aleris übernehmen zu wollen. Im April 2020 wurde die Übernahme durch Novelis abgeschlossen.

## Standorte
Aleris International unterhielt weltweit 40 Werke:

Werke für die Herstellung von Walzprodukten:
| - Ashville, Ohio - Buckhannon, West Virginia - Clayton, New Jersey - Duffel, Belgien - Koblenz, Deutschland | - Lewisport, Kentucky - Richmond, Virginia - Roxboro, North Carolina - Uhrichsville, Ohio (zwei Werke) - Voerde, Deutschland |

Werke für die Herstellung von stranggepressten Produkten:
| - Bitterfeld-Wolfen, Deutschland - Duffel, Belgien | - Tianjin, Volksrepublik China - Vogt, Deutschland |

Recycling-Anlagen:
| - Bens Run, West Virginia - Chicago Heights, Illinois - Cleveland, Ohio - Elyria, Ohio - Friendly, West Virginia - Goodyear, Arizona - Hammond, Indiana | - Loudon, Tennessee - Morgantown, Kentucky - Post Falls, Idaho - Rock Creek, Ohio - Sapulpa, Oklahoma - Wabash, Indiana |

Werke für die Herstellung von Legierungen:
| - Coldwater, Michigan - Mississauga, Kanada - Monclova, Mexiko | - Saginaw, Michigan - Steele, Alabama - Wabash, Indiana |